# アンパンマン (小惑星)
アンパンマン (46737 Anpanman) は、太陽系の小惑星のひとつ。火星と木星の間の軌道を公転している。1997年に愛媛県久万町（現久万高原町）の久万高原天体観測館で発見され、2003年に命名された。

## 命名
この小惑星の名はやなせたかし原作の同名の絵本の主人公で、テレビアニメでも著名な「アンパンマン」に因むものである。また原作者のやなせたかしの名前も、別の小惑星に「(46643) やなせ」として同時に命名されている。